# Дизельное топливо
Ди́зельное то́пливо — жидкий продукт, использующийся как топливо в дизельном двигателе внутреннего сгорания. Обычно под этим термином понимают топливо, получающееся из керосиново-газойлевых фракций прямой перегонки нефти.
Разговорное название «солярка» происходит из нем. Solaröl — «солнечное масло»: «Solaröl» Солнечное масло — продукт, получаемый при переработке бурого угля. Фракция названа так в связи с желтоватым цветом. Первое упоминание о производстве Солярки «Solaröl» было в 1846 году, компания «Гёлер и Ко», расположенная в окрестностях Ашерслебена где добывался бурый уголь провела первые испытания тления бурого угля. В процессе тления получали деготь и Solaröl «солнечное масло». Советская нефтеперерабатывающая промышленность выпускала продукт «Соляровое масло ГОСТ 1666-42 и ГОСТ 1666-51».

## Применение
Основные потребители дизельного топлива — железнодорожный транспорт (тепловозы, автомотрисы, дизель-поезда), грузовой автотранспорт, строительная техника, автобусы, водный транспорт, военная техника, дизельные электростанции, сельскохозяйственная техника, а также легковой дизельный автотранспорт. Кроме дизельных двигателей, остаточное дизельное топливо (соляровое масло) зачастую используется в качестве котельного топлива, для пропитывания кож, в смазочно-охлаждающих средствах и закалочных жидкостях, при механической и термической обработке металлов.

## Основные характеристики топлива
Различают дистиллятное маловязкое — для быстроходных, и высоковязкое, остаточное, для тихоходных (тракторных, судовых, стационарных и др.) двигателей. Дистиллятное состоит из гидроочищенных керосино-газойлевых фракций прямой перегонки и до 1/5 из газойлей каткрекинга и коксования. Вязкое топливо для тихоходных двигателей является смесью мазутов с керосиново-газойлевыми фракциями. Теплота сгорания дизельного топлива в среднем составляет 42624 кДж/кг (10180 ккал/кг).
В общем случае дизельное топливо, применяемое для дизельных двигателей, должно соответствовать требованиям, изложенным в межгосударственном стандарте ГОСТ 32511-2013[≡] (EN 590:2009) и обязательного к применению с 1 января 2015 г.
Дизельное топливо, применяемое для быстроходных дизельных и газотурбинных двигателей наземной и судовой техники, а также предназначенное для экспорта, должно соответствовать требованиям, изложенным в межгосударственном стандарте ГОСТ 305-2013 «Топливо дизельное. Технические условия»[≡] (введённого взамен ГОСТ 305-82[≡]) и обязательного к применению с 1 января 2015 г.
Дизельное топливо с содержанием серы 2000 мг/кг по ГОСТ 305—2013 «Топливо дизельное. Технические условия» с даты введения 01.01.2015 г. не допускается к реализации через автозаправочные станции общего пользования (раздел.1 «Область применения»).
Отбор пробы дизельного топлива для оценки его качества производится в соответствии со стандартом ГОСТ 2517-2012 «Нефть и нефтепродукты»[≡].

### Вязкость и содержание воды
Различают так называемое зимнее и летнее дизельное топливо. Основное различие в температуре предельной фильтруемости (ASTM D6371, ГОСТ 22254-92) и температурах помутнения и застывания (ASTM D97, ASTM D2500, ГОСТ 20287-91), указанной в стандартах на это топливо. Производство зимнего топлива обходится дороже, но без предварительного подогрева невозможно использовать летнее топливо, например, при −10 °C. Ещё одной проблемой является повышенное содержание воды в дизельном топливе. Вода отслаивается при хранении дизтоплива и собирается внизу, так как плотность дизтоплива меньше 1 кг/л. Водяная пробка в магистрали полностью блокирует работу двигателя. Требования межгосударственного стандарта ГОСТ 305—2013 «Топливо дизельное. Технические условия» регламентируют кинематическую вязкость при 20 °C для летних сортов в пределах 3,0÷6,0 сСт, для зимних сортов 1,8÷5,0 сСт, для арктических 1,5÷4,0 сСт. Этот стандарт требует также отсутствия воды во всех марках топлива.

### Воспламеняемость
Основной показатель дизельного топлива — это цетановое число (Л-45). Цетановое число характеризует способность топлива к воспламенению в камере сгорания и равно объёмному содержанию цетана в смеси с α-метилнафталином, которое в стандартных условиях ASTM D613 имеет одинаковую воспламеняемость по сравнению с исследованным топливом. Температура вспышки, определённая по ASTM D93, для дизельного топлива должна быть не ниже 55 °C по ГОСТ 32511-2013. Температура перегонки, определённая по ASTM D86, для дизельного топлива должна быть не ниже 200 и не выше 350 °C.

### Содержание серы
В последнее время в рамках борьбы за экологию во многих странах жёстко нормировано содержание серы. Под серой здесь понимается содержание сернистых соединений — меркаптанов (R-SH), сульфидов (R-S-R), дисульфидов (R-S-S-R), тиофенов, тиофанов и др., а не элементарная сера как таковая; R — углеводородный радикал. Содержание серы в нефти находится в пределах от 0,15 % (лёгкие нефти Сибири), 1,5 % (нефть Urals) до 5—7 % (тяжёлые битуминозные нефти); допустимое содержание в некоторых остаточных топливах — до 3 %, в судовом топливе — до 1 %, а по последним нормативам Европы и штата Калифорния допустимое содержание серы в дизельном топливе — не более 0,001 % (10 ppm). Понижение содержания серы в ДТ, как правило, приводит к уменьшению его смазывающих свойств, поэтому для ДТ с ультранизким содержанием серы обязательным условием является наличие смазывающих присадок.
Порядковый номер согласно принятой ООН системе: 1202, класс — 3.

### Физические свойства
В России регламентируются ГОСТ 305-82*:
Летнее дизельное топливо:
Плотность: не более 860 кг/м³.
Температура вспышки: 62 °C.
Температура застывания: −10°C.
Получается смешением прямогонных, гидроочищенных и вторичного происхождения углеводородных фракций с температурой выкипания 180—360 °C. Рост температуры конца выкипания приводит к усиленному закоксовыванию форсунок и дымности. Дизельное топливо в воде малорастворимо, не реагирует с ней. Не агрессивно по отношению к металлам. Токсично. Цвет летнего дизельного топлива желтовато-зеленоватый. 
Зимнее дизельное топливо:
Плотность: не более 840 кг/м³.
Температура вспышки: 40°C.
Температура застывания: −35 °C.
Получается смешением прямогонных, гидроочищенных и вторичного происхождения углеводородных фракций с температурой выкипания 180—340 °C. Также зимнее дизельное топливо получается из летнего дизельного топлива добавлением депрессорной присадки, которая снижает температуру застывания топлива, однако слабо меняет температуру предельной фильтруемости. Кустарным способом в летнее дизельное топливо добавляют до 20 % керосина ТС-1 или КО, при этом эксплуатационные свойства практически не меняются. Более трудоёмкий метод — вымораживание летнего топлива при отрицательной температуре. При этом жидкая фракция используется как зимнее топливо, а выпавший осадок используется в летний (тёплый) период.
Арктическое дизельное топливо:
Плотность: не более 830 кг/м³.
Температура вспышки: 35 °C.
Температура застывания: −55 °C.
Получается смешением прямогонных, гидроочищенных и вторичного происхождения углеводородных фракций с температурой выкипания 180—320 °C. Пределы кипения арктического топлива примерно соответствуют пределам выкипания керосиновых фракций, поэтому данное топливо — по сути утяжелённый керосин. Однако чистый керосин имеет низкое цетановое число 35-40 и недостаточные смазывающие свойства (сильный износ ТНВД). Для устранения данных проблем в арктическое топливо добавляют цетаноповышающие присадки и минеральное моторное масло для улучшения смазывающих свойств. Более дорогой способ получения арктического дизельного топлива — депарафинизация летнего дизельного топлива.

### Фракционный состав
Фракционный состав дизельного топлива  определяют путем нагревания 100 мл топлива в специальном приборе (ГОСТ 2177-82). Пары охлаждают, полученный  конденсат фиксируют в мерном цилиндре.  В процессе разгонки  ключевыми точками являются температуры выкипания 50% и 96%. Температура выкипания  50% характеризует пусковые свойства топлива, 96% —  склонность к нагарообразованию и полноту сгорания.
Если в дизельном топливе много легких углеводородов, то нарушается процесс сгорания (резко нарастает давление на градус угла поворота коленвала). Тяжелое, с высокой температурой кипения, топливо при распыливании образует более крупные капли, ухудшается качество горючей смеси, повышается расход топлива. При значительном утяжелении топлива существенно увеличивается коксование распылителей форсунок, возрастает количество нагара в зоне цилиндропоршневой группы.
При эксплуатации двигателей в зимнее время применяют топливо, выкипающее в пределах 140 - 340 С, а в летнее время - в пределах 170 - 360 С. Такой фракционный состав дизельного топлива при правильно отрегулированной системе питания обеспечивает полное сгорание топлива и мягкую работу современных быстроходных дизелей. 

## Безопасность
Дизельное топливо — ядовитое вещество. В больших концентрациях дизельное топливо обладает наркотическим и общеядовитым действием, проникает через неповреждённую кожу. Вызывает отравление при вдыхании паров и пыли.
Рекомендуемая ПДК в рабочей зоне составляет 300 мг/м³ (в пересчёте на углерод).
В соответствии с ГОСТом 12.1.007-76 дизельное топливо является токсичным малоопасным веществом по степени воздействия на человеческий организм, 4-го класса опасности.

## Различия дизельного топлива и солярки
Дизельное горючее топливо является смесью парафиновых, нафтеновых и ароматических углеводородов, а также их производных, которые имеют усреднённый показатель молекулярной массы на отметке 120—230 а. е. м. Составляющие склонны к выкипанию при нагреве до температуры 170—380 °C. Затем дизтопливо проходит процесс очистки, после чего в него добавляются определённые присадки. Конечный продукт получает показатель вязкости на отметке около 2—4,5 мм²/с.
Солярка представляет собой соляровое масло, выступая продуктом прямой перегонки нефти.
Солярку можно использовать в качестве топлива только применительно к отдельным типам дизельных двигателей. Такое топливо имеет показатель вязкости на отметке 5—9 мм²/с. Температура кипения составляет около 240—400 °C. Горючее подобного типа подходит для применения в низкооборотистых тихоходных дизельных двигателях, которые ставятся на тепловозы, суда и трактора. Дизельное топливо отличается большим количеством углеводородов, имеет меньшую температуру кипения и вязкость. Наличие серы в солярке обязательно при использовании дизелей с механическими плунжерными насосами. Бессерная солярка увеличивает износ плунжерной пары.

## Альтернативы традиционному дизельному топливу

### Биодизель
Биодизель — смесь метиловых эфиров жирных кислот, сходная по физическим и химическим свойствам с дизельной фракцией из нефти.
Биодизель имеет цетановое число не менее 51 (по сравнению с обычным дизельным топливом 42—45), температуру вспышки более 150 °C, имеет хорошие смазочные характеристики.
Главный недостаток — ограниченный срок хранения после изготовления — не более 3 месяцев вследствие бактериального разложения. В то же время данное свойство является одним из главных преимуществ — в случае утечек биодизельного топлива оно подвергается полному биологическому распаду без ущерба окружающей среде.
Получается реакцией переэтерификации жирных кислот, содержащихся в растительных маслах (рапсовое, соевое, пальмовое) и метилового спирта в соотношении 10:1 в присутствии в качестве катализатора метилата натрия.
Реакция происходит в процессе смешения масла и спирта в ёмкости с мешалкой при нормальной температуре 20—25 °C. Побочным продуктом является глицерин, отделяемый далее в отмывочной колонне водой.

### Эмульгированное дизельное топливо
Альтернативой обычному дизельному топливу является добавление в обычное дизельное топливо 20 % воды и 1 % эмульгатора. Смесь можно использовать в обычных дизелях без их переделки. Цвет смеси — мутно-белый. Срок хранения после приготовления — около трёх месяцев. Технология применяется в Германии. Возможность добавления воды и эмульгатора в биодизель не изучена.
Эмульгаторы — вещества, обеспечивающие создание эмульсий из несмешивающихся жидкостей.
Действие эмульгаторов основано на способности поверхностно-активных веществ (ПАВ) снижать энергию, необходимую для создания свободной поверхности раздела фаз.
Концентрируясь на поверхности раздела смешивающихся фаз, ПАВ снижают межфазное поверхностное натяжение и обеспечивают длительную стабильность композиции.
В зависимости от природы ПАВ они ускоряют образование и стабилизирует тип эмульсии, в дисперсионной среде которой они лучше растворимы.
Но добавление воды в дизельное топливо катастрофично. Для форсунок с высоким давлением (как у CDI) вода и сера является агрессивным элементом. При высоком давлении и воде в составе топлива образуется серная кислота, которая губит прецизионные каналы. Кроме того, при попадании картерных газов в масло сера сокращает срок его службы. Поэтому в инструкциях импортных автомобилей производители пишут, что срок замены масла в странах бывшего СССР (где ещё продаётся соляр с серой в 0,2 %) сокращается вдвое. Кроме того, кислоты сокращают срок службы катализаторов и сажевых фильтров.

## Производство, экспорт и внутреннее потребление в России
По данным Минэнерго России, производство дизельного топлива в России в 2013 году составило 72,6 млн тонн (+4,6 % к 2012 году).
| Производство | 2011 | 2012 | 2013 |
| ------------ | ---- | ---- | ---- |
| млн тонн     | 70,9 | 69,4 | 72,6 |

Дизельное топливо занимает третье место после нефти и газа в структуре экспорта России (в денежном выражении).
| Экспорт   | 2005 | 2006 | 2007 | 2008 | 2009 | 2010 | 2011 | 2012 | 2013 |
| --------- | ---- | ---- | ---- | ---- | ---- | ---- | ---- | ---- | ---- |
| млн тонн  | 33,8 | 36,1 | 35,7 | н/д  | н/д  | н/д  | 39,6 | 41,4 | 43,0 |
| млрд долл | 16,2 | 20,2 | 21,4 | н/д  | н/д  | н/д  | н/д  | н/д  | н/д  |